# Annie Heloise Abel

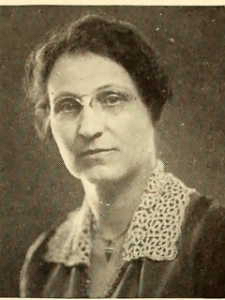
Annie Heloise Abel (1922)

Annie Heloise Abel-Henderson (Geburtsname: Annie Heloise Abel; * 18. Februar 1873 in Fernhurst, Sussex, England; † 14. März 1947 in Aberdeen, Washington) war eine britischstämmige US-amerikanische Historikerin und Autorin.

## Leben
Annie Heloise Abel, Tochter von George Abel und Amelia Anne Hogben, wanderte 1871 mit ihren Eltern in die Vereinigten Staaten ein. Nach einigen Jahren in Kansas kehrten nach England zurück und wanderten 1884 erneut nach Salina in Kansas aus, wo George Abel als Gärtner arbeitete. Sie und ihre beiden Schwestern zogen 1885 zu ihren Eltern. Nach Abschluss ihrer Ausbildung an der Highschool unterrichtete sie zwei Jahre, bevor sie ein postgraduales Studium an der University of Kansas begann. Nach ihrem Abschluss mit einem Bachelor of Arts (B.A.) unterrichtete sie ein Jahr lang an der High School in Colby und begann dann ein postgraduales Studium der Geschichtswissenschaften University of Kansas, das sie 1900 mit einem Master of Arts (M.A. History) mit der Magisterarbeit Pessimism in Modern Thought („Pessimismus im modernen Denken“) abschloss. Ihr Professor Frank Heywood Hodder, der sie als brillant bezeichnete, schlug ihr vor, ihre Promotion an der Cornell University aufzunehmen. Allerdings musste sie ein Jahr später ohne ausreichende Mittel nach Hause zurückkehren und unterrichtete wieder einmal unterrichtete an der High School. Sie setzte aber ihr Studium an der University of Kansas fort und befasste sich insbesondere mit der Indianerpolitik der Vereinigten Staaten. Ein Stipendium der Bulkley Fellowship ermöglichte es ihr, an der Yale University zu studieren, wo sie 1905 bei Professor Edward Gaylord Bourne einen Doctor of Philosophy (Ph.D.) erwarb. Ihre Dissertation The History of Events Resulting in Indian Consolidation West of the Mississippi („Die Geschichte der Ereignisse, die zur indischen Konsolidierung westlich des Mississippi führten“) über die Indianerumsiedlung gewann 1906 den „Justin Winsor“-Preis und im Jahresbericht der American Historical Association (AHA) 1907 veröffentlicht. Die Arbeit wurde aufgrund ihrer gründlichen Recherche der Aufzeichnungen zum Standardwerk zu diesem Thema des Amtes für indianische Angelegenheiten (Bureau of Indian Affairs) und des US-Kongresses.
1905 wurde Annie Heloise Abel Dozentin für Geschichte am Wells College sowie im Anschluss 1906 Dozentin für Geschichte am Woman’s College of Baltimore, das 1910 nach den Gründern in Goucher College umbenannt wurde, und lehrte dort bis 1915. Während ihrer Tätigkeit am Goucher College engagierte sie sich zwischen 1913 und 1915 als Präsidentin der College Equal Suffrage League (CESL), eine amerikanische Frauenwahlrechtsorganisation, die 1900 von Maud Wood Park und Inez Haynes Irwin gegründet wurde, um jüngere Amerikanerinnen für die Frauenrechtsbewegung zu gewinnen. Die Liga trieb die Gründung von Hochschulzweigen im ganzen Land voran und beeinflusste die Aktionen anderer prominenter Gruppen wie der National American Woman Suffrage Association (NAWSA). 1914 wurde sie auch Leiterin der Abteilung für Geschichte des Goucher College. Sie war zeitgleich zwischen 1910 und 1915 auch Dozentin am Teachers College der Johns Hopkins University und lehrte schließlich zwischen 1915 und 1922 als Dozentin für Geschichte am Smith College in Northampton.
Während ihrer Lehrjahre brachten ihr ihre Fähigkeiten als Forscherin 1913 eine Ernennung zum Präsidenten als offizielle Historikerin des Bureau of Indian Affairs ein. Ermutigt von Professor Edward Gaylord Bourne, der ein Buch über die kalifornischen Indianer und den Einfluss des Missionssystems der Spanier auf diese veröffentlicht hatte, forschte Abel in den Archivunterlagen des Amtes für indianische Angelegenheiten in Washington, D.C. Nach jahrelanger Recherche sammelte sie Material für eine Abhandlung mit dem Titel The Indians in the Civil War („Die Indianer im Bürgerkrieg“) und später für ein ausführlich dokumentiertes und 1915 veröffentlichtes dreibändiges Werk mit dem Titel The Slaveholding Indians („Die sklavenhaltenden Indianer“). Zwischen 1921 und 1922 reiste Abel nach Australien, wo sie die Politik der britischen Regierung gegenüber den Ureinwohnern studierte. An der University of Adelaide lernte sie den Hochschullehrer George Cockburn Henderson kennen, einen Historiker mit ähnlichen Interessen. Sie heirateten im Oktober 1922, nachdem sie ihre Lehrtätigkeit am Smith College aufgegeben hatte. Nach der Heirat wurde George Henderson ins Krankenhaus eingeliefert, nachdem er unter Schlaflosigkeit und Depressionen gelitten hatte, und das Paar beschloss, sich zu trennen. Sie hatten keine Kinder.
Nach ihrer unterrichtete Annie Heloise Abel Geschichte am Sweet Briar College in Aberdeen im Bundesstaat Washington und nahm dann umfangreiche Forschungen in Kanada und London wieder auf. 1925 wurde sie von der American Association of University Women (AAUW) mit dem „Alice Freeman Palmer“-Reisestipendium ausgezeichnet und ging nach England sowie zurück nach Australien, wo sie vergeblich versuchte, ihre Ehe wieder aufzunehmen. Als sie 1927 nach Hause zurückkehrte, nahm sie den Namen Abel-Henderson an. 1928 wurde Annie Heloise Abel-Henderson als Professorin für Geschichte an die University of Kansas berufen, erhielt aber bereits nach einem Semester ein zweijähriges Forschungsstipendium. Das Stipendium des Social Science Research Council (SSRC) ermöglichte es ihr, nach Kanada, Washington, D.C. und St. Louis in Missouri, zu reisen und ihre Studien zur britischen Politik gegenüber den australischen Ureinwohnern fortzusetzen. Während dieser Zeit bearbeitete sie Dokumente von Francis A. Chardon, einem Pelzhändler, der von 1834 bis 1839 unter den Indianern im oberen Missouri gereist war. Sie bearbeitete auch ein Manuskript über die Loisel-Expedition von 1803–1805, Tabeau’s Narrative of Loisel’s Expedition to the Upper Missouri, das 1939 veröffentlicht wurde.
In Zusammenarbeit mit der British-American War Relief Association in Seattle gründete Abel-Henderson nach dem Zweiten Weltkrieg einen Ortsverein für Töchter des britischen Empire. 1946 zeichnete die britische Regierung sie für ihre Arbeit aus. Sie forschte bis zu ihrem Tod und ihr Engagement bei der Suche nach Primärquellen führte zur Entdeckung wichtiger historischer Dokumente wie einer Karte von Lewis und Clark, die in der Geographical Review (1916) veröffentlicht wurde, und „The Cherokee Negotiations of 1822–23“, die von den Smith College Studies in History 1 (Juli 1916, S. 165–221) erschienen. Die Entdeckung dieser und anderer Primärquellenmaterialien war für Gelehrte besonders wichtig. Ihre Untersuchung und ihre nachfolgenden Schriften über die Beziehung zwischen der Regierung und den Indianern Amerikas haben sich als entscheidend für Studien zu diesem Thema erwiesen.

## Veröffentlichungen
- Pessimism in Modern Thought, M.A. Thesis, 1900
- The History of Events Resulting in Indian Consolidation West of the Mississippi, Ph.D. Dissertation, 1905
- The Indians in the Civil War, 1913
- The Slaveholding Indians, 3 Bände, 1915–1925
  - The American Indian as Slaveholder and Secessionist: An Omitted Chapter in the Diplomatic History of the Southern Confederacy, 1915
  - The American Indian as Participant in the Civil War, 1919, Nachdruck 2018
  - The American Indian under Reconstruction, 1925
- The Official Correspondence of James S. Calhoun while Indian Agent at Santa Fe and Superintendent of Indian Affairs in New Mexico, 1915
- A Report from Natchitoches in 1807 by Dr. John Sibley, 1922
- A Side-light on Anglo-American Relations, 1839–1858, Mitautor Frank J. Klingburg, 1927
- Chardon’s Journal at Fort Clark, 1834–1839, 1932
- Tabeau’s Narrative of Loisel’s Expedition to the Upper Missouri, 1939

## Hintergrundliteratur
- George W. Martin: Transactions of the Kansas State Historical Society 8, 1904